# Zenon Cywiński

Puchala herb rodzinny Cywińskich

Zenon Cywiński herbu Puchala (ur. 1802, zm. 4 kwietnia 1892 w Telaczach) – poseł do Sejmu Krajowego Galicji I i II kadencji (1861–1869), właściciel dóbr Telacze.
Wybrany w I kurii obwodu Brzeżany, z okręgu wyborczego Brzeżany.